# Josef Zasche (Architekt)

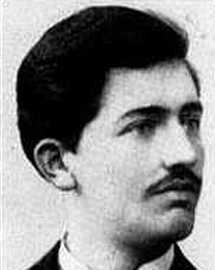
Josef Zasche

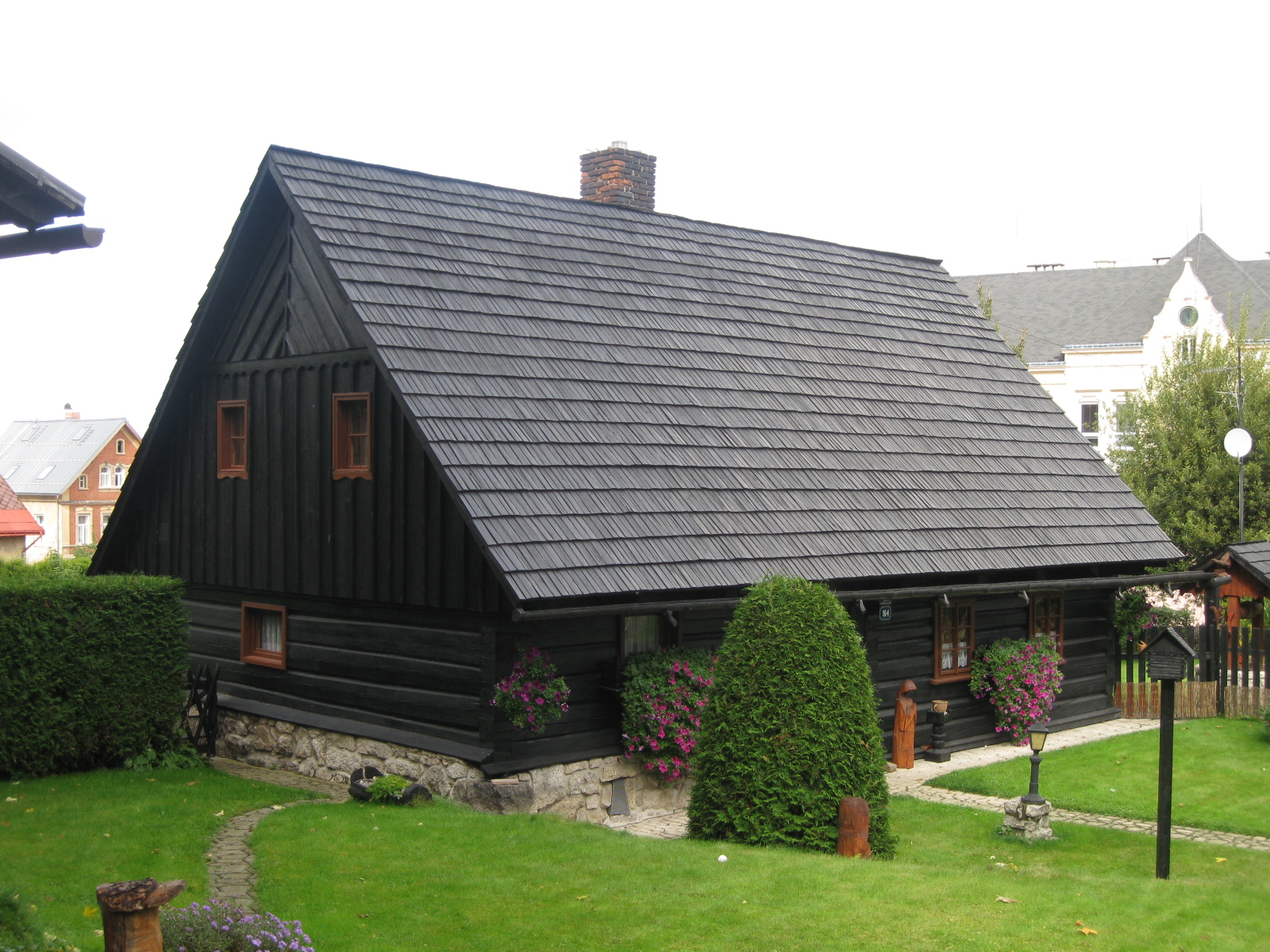
Zasches Geburtshaus in Jablonec nad Nisou, Křížová 164/32 (2012)

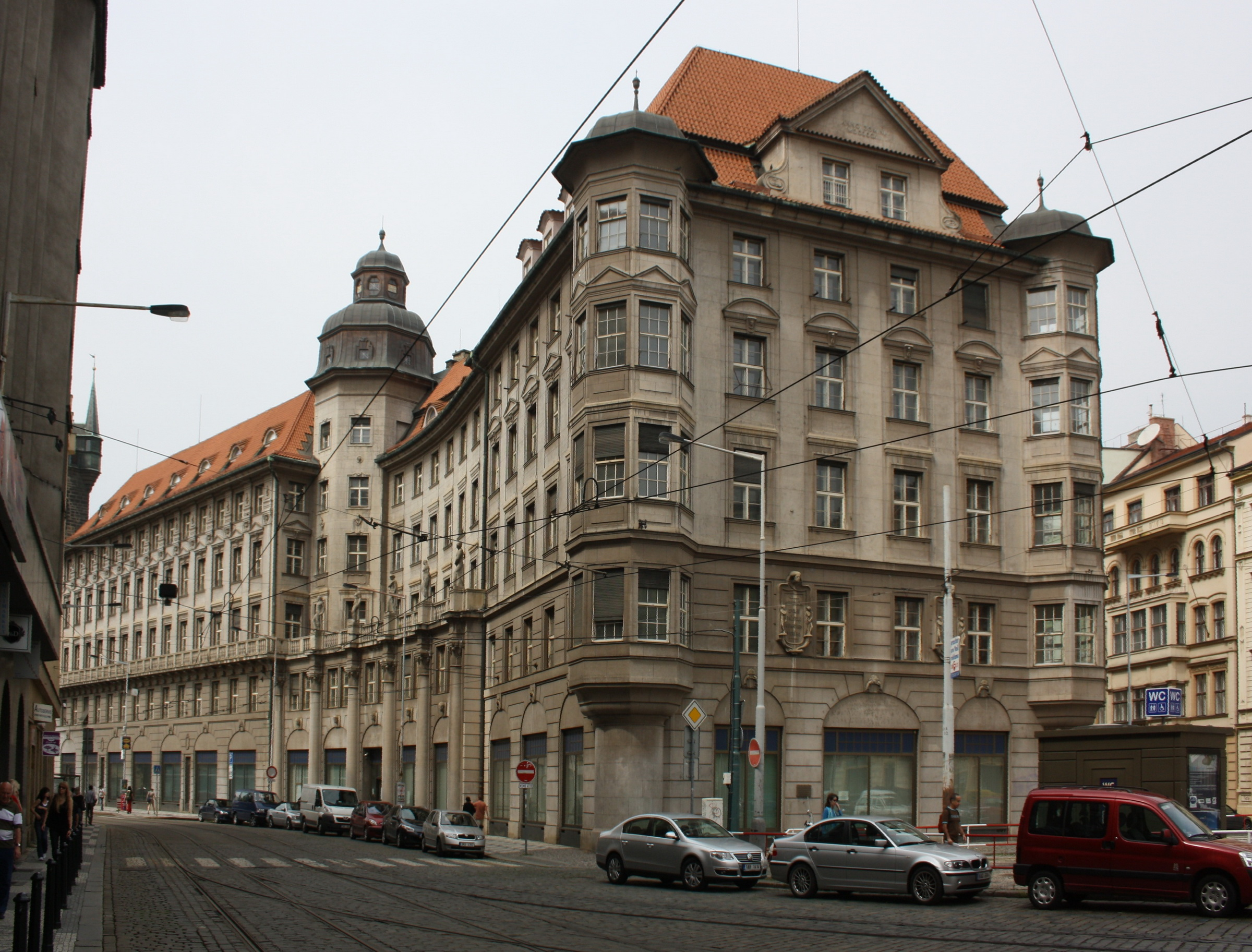
Ehem. Gebäude des Assekuranzvereins der Zuckerindustrie in Prag

Josef Zasche (* 9. November 1871 in Gablonz an der Neiße; † 11. Oktober 1957 in Schackensleben) war ein deutsch-böhmischer Architekt des Jugendstils und der Moderne, der in der ersten Hälfte des 20. Jahrhunderts in Böhmen, insbesondere in Prag wirkte.

## Leben und Wirken
Josef Zasche war der Sohn des Glasschleifers Josef Zasche und dessen Ehefrau Franziska geb. Feix. Sein Geburtshaus in Gablonz, Křížová ul. 164/32, steht noch heute. Nach der Volksschule in Gablonz studierte er von 1885 bis 1889 an der Staatsgewerbeschule in Reichenberg. Diese Schule wurde zeitgleich auch von den Architekten Rudolf Bitzan (1872–1938), Robert Hemmrich (1871–1946), Gustav Jirsch (1871–1909) und Adolf Loos besucht. Danach studierte er an der Kunstakademie Wien Architektur bei Carl von Hasenauer und war dann drei Jahre im Architekturbüro von Friedrich Schachner beschäftigt.
Im Jahr 1895 ging er nach Prag und trat in das Architekturbüro von Friedrich Ohmann (1858–1927) ein. Im Jahr 1911 heiratete er Blanka Kretzschmar (* 1876), sie bekamen zwei Töchter. Seine ersten großen Projekte führte er in Nord- und Westböhmen aus (altkatholische Kreuzkirche in Gablonz, Sparkasse in Asch, Ausstellungspavillon in Reichenberg). 1906 erhielt er den Titel Baurat. In Prag baute er für den Bildhauer Karl Wilfert (1879–1932) eine Villa, das sogenannte Blaue Haus und das Haus Zu den drei Reitern. Für den Bau des Geschäftshauses des Wiener Bankvereins in Prag erhielt Zasche die Auszeichnung für das beste Gebäude in Österreich-Ungarn im Zeitraum 1900–1910. Mehrere seiner Bauten stehen heute unter Denkmalschutz.
Als Architekt deutscher Herkunft unterhielt er freundschaftliche Beziehungen zu seinen tschechischen Kollegen Jan Kotěra (1871–1923) und Pavel Janák (1882–1956), mit denen er gemeinsam zahlreiche Bauten, z. B. den rondokubistischen Adria-Palast in Prag, projektierte.
Er war u. a. auch als Preisrichter bei Architektenwettbewerben tätig, war Mitglied des Kuratoriums der deutschen Sektion der Modernen Galerie des Königreiches Böhmen (Vorläufer der Nationalgalerie Prag), außerdem Mitglied der Deutschen Gesellschaft der Wissenschaften und Künste für die Tschechoslowakische Republik und Vorsitzender des Bundes Deutscher Architekten in Böhmen.
Zasche wurde am 7. Mai 1945 interniert, sein Büro in der Prager Neustadt (Mezibranská 1367/21) wurde geplündert und sein Archiv zerstört. Er wurde gezwungen, Prag zu verlassen, und trotz Fürsprache seiner tschechischen Kollegen nach Deutschland ausgesiedelt. Er war völlig mittellos und fand eine bescheidene Unterkunft in Schackensleben in der Region Magdeburg. Alle Versuche, seine Berufstätigkeit wiederaufzunehmen und damit seinen Lebensunterhalt abszusichern, scheiterten. Er starb verarmt im Jahr 1957.
Nachdem Zasches Leben und Werk jahrzehntelang kaum Beachtung fanden, wird er heute in Tschechien als einer der bedeutendsten deutschen Architekten der Vor- und Zwischenkriegszeit in Böhmen angesehen.

## Bauten
- 1900–1902: Altkatholische Kreuzkirche in Gablonz – Jablonec nad Nisou, Husova 1560/2 (Jugendstil-Sakralbau, unter Denkmalschutz, ÚSKP-Nr. 26276/5-31)[8]
- 1903–1905: Sparkasse und Wirtschaftsakademie in Aussig – Ústí nad Labem, Pařížská 1670/15
- 1904: Sparkasse in Asch – Aš, Hlavní 239/23 (heute als Bibliothek genutzt)[9]
- 1904–1905: Villa des Bildhauers Karl Wilfert, genannt „Blaues Haus“, in Prag-Holleschowitz – Prag-Holešovice, Na Špejcharu 291/3[10]
- 1905: Deutsche Schule in Potschapl – Králův Dvůr, Počaply, Plzeňská 104
- 1905–1906: Villa für Heinrich Dressler in Gablonz – Jablonec nad Nisou, Jugoslávská 1885/13 (heute als Kindergarten genutzt)[11]
- 1906: Grabmal für Josef Scheibler in Gablonz – Jablonec nad Nisou
- 1906: Ausstellungspavillon „Haus der Kunst“ auf der Deutsch-Böhmischen Ausstellung in Reichenberg – Liberec[12][13][14]
- 1906–1907: Geschäftshaus für die Prager Eisenindustrie-Gesellschaft, Prager Neustadt – Praha-Nové Město, Opletalova 1015/55 (Ausführung durch Baumeister Matej Blecha, Skulpturen von Josef Kocourek und Hans Dietrich)
- 1906–1908: Geschäftshaus für den Wiener Bankverein in der Prager Altstadt – Praha-Staré Město, Na Příkopě 390/3 ((zusammen mit Alexander Neumann für die Innenraumgestaltung; plastischer Schmuck von Bildhauer Franz Metzner); heute als Ministerium genutzt; unter Denkmalschutz, ÚSKP-Nr. 38461/1-192)
- 1906–1908: Haus „Zu den drei Reitern“ (U tří jezdců) in der Prager Neustadt – Praha-Nové Město, Senovážné náměstí 869/28 (benannt nach dem Relief mit drei Reitern im Tympanon des Hauses, Vereinshaus des Deutschen Hauses mit Theatersaal, von 1923 bis 1944 als Kleine Bühne des Neuen Deutschen Theaters in Prag, seit 1950 Puppentheater)
- 1907–1914: Gartenstadt-Siedlung des Volkswohnungsvereins am Galgenbusch in Teplitz – Teplice (Bílá Cesta), ul. Pařížská, Francouzská, Polská und Varšavská[15][16]
- 1908: Geschäftshaus für die Böhmische Escompte-Bank (Česká eskomptní banka) Aussig – Ústí nad Labem (1936 abgerissen)[17]
- 1908: Konzertsaal auf der Jubiläumsausstellung der Prager Industrie- und Handelskammer in Prag (temporärer Bau)[18]
- 1910–1911: Villa Giebisch in Gablonz – Jablonec nad Nisou, Korejská 2137/21[19]
- 1910–1912: Volksbibliothek Weinmanneum in Aussig – Ústí nad Labem (benannt nach Jacob Eduard Weinmann (1852–1928); 1945 beschädigt, 1947 abgerissen)[20]
- 1911: Arbeiterkolonie für die Deutsch-Österreichische Mannesmannröhren-Werke AG in Komotau – Chomutov, Grégrova 710/55 (in den 1980er Jahren abgebrochen)
- 1911 Gärtnerhaus, ehem. Wäscherei im Schlosspark von Schloss Janowitz, Vrchotovy Janovice 40 (unter Denkmalschutz, ÚSKP-Nr. 18748/2-234)
- 1911–1912: Geschäftshaus für den Assekuranzverein der Zuckerindustrie (Asekurační spolek průmyslu cukrovarnického) in der Prager Neustadt – Praha-Nové Město, Senovážné náměstí 976/31–33 (zusammen mit Theodor Fischer; neobarock mit kubistischen und neoklassizistischen Elementen; unter Denkmalschutz, ÚSKP-Nr. 12366/1-2194)
- 1911–1913: Bezirks-Armenhaus, genannt „Kaiserin-Elisabeth-Haus“, in Komotau – Chomutov, Vinohradská 403 (später Poliklinik und Sitz der Polizei)
- 1912: Tschechische Sparkasse (Česká spořitelna) in Aussig – Ústí nad Labem, čp. 899 (zerstört)
- 1912–1914: Geschäftshaus für die Allgemeine Rentenanstalt (Všeobecný penzijní ústav) am Palacký-Kai, dem späteren Rašín-Kai, in der Prager Neustadt – Praha-Nové Město, Rašínovo nábřeží 390/42 (zusammen mit Jan Kotěra; unter Denkmalschutz, ÚSKP-Nr. 40129/1-1241)
- 1918: Grabstätte des Unternehmers Carl Neumann auf dem Jüdischen Friedhof in Reichenberg – Liberec[21]
- 1920: Villa in Prag-Bubentsch – Praha-Bubeneč, Pod kaštany 545/24
- 1921: Kleine Bühne, Prag, Senovážné náměstí 869/28 (Heuwaagsplatz 869/28), 1999 abgerissen[22]
- 1922–1925: Gebäude für die Versicherungsgesellschaft Riunione Adriatica di Sicurtà, genannt „Adria-Palast“, in der Prager Neustadt – Praha-Nové Město, Jungmannova 36/31, Národní 36/40 (zusammen mit Pavel Janák; unter Denkmalschutz, ÚSKP-Nr. 39848/1-1062)
- 1923: Villa Wallenfels in Prag-Bubentsch – Praha-Bubeneč, Na Zátorce 807/11[23]
- 1922–1923: Villa Kantor in Prag-Bubentsch – Praha-Bubeneč, Pod Kaštany 545/24
- 1929: Haus für den Deutschen Kulturverband in Prag-Holleschowitz – Praha-Holešovice, Šimáčkova 1452/14–16 (jetzt Kunst-Grundschule (ZUŠ))
- 1930–1931: Römisch-katholische Herz-Jesu-Kirche in Gablonz – Jablonec nad Nisou, Horní náměstí 12 (Stahlbetonbau im Stil des Konstruktivismus; unter Denkmalschutz, ÚSKP-Nr. 10627/5-30)[24]
- 1932: Gebäude mit Kino für den Prager Volksbildungsverein, genannt „Urania“, in der Prager Neustadt – Prag-Nové Město, Klimentská 1205/4 (jetzt ein Studio der Film- und Fernsehfakultät der Akademie der Musischen Künste)
- Wohnhäuser in Králův Dvůr – Königshof (1906), in Teplice – Teplitz (1912) und in Graz (1930)

## Galerie seiner Bauten

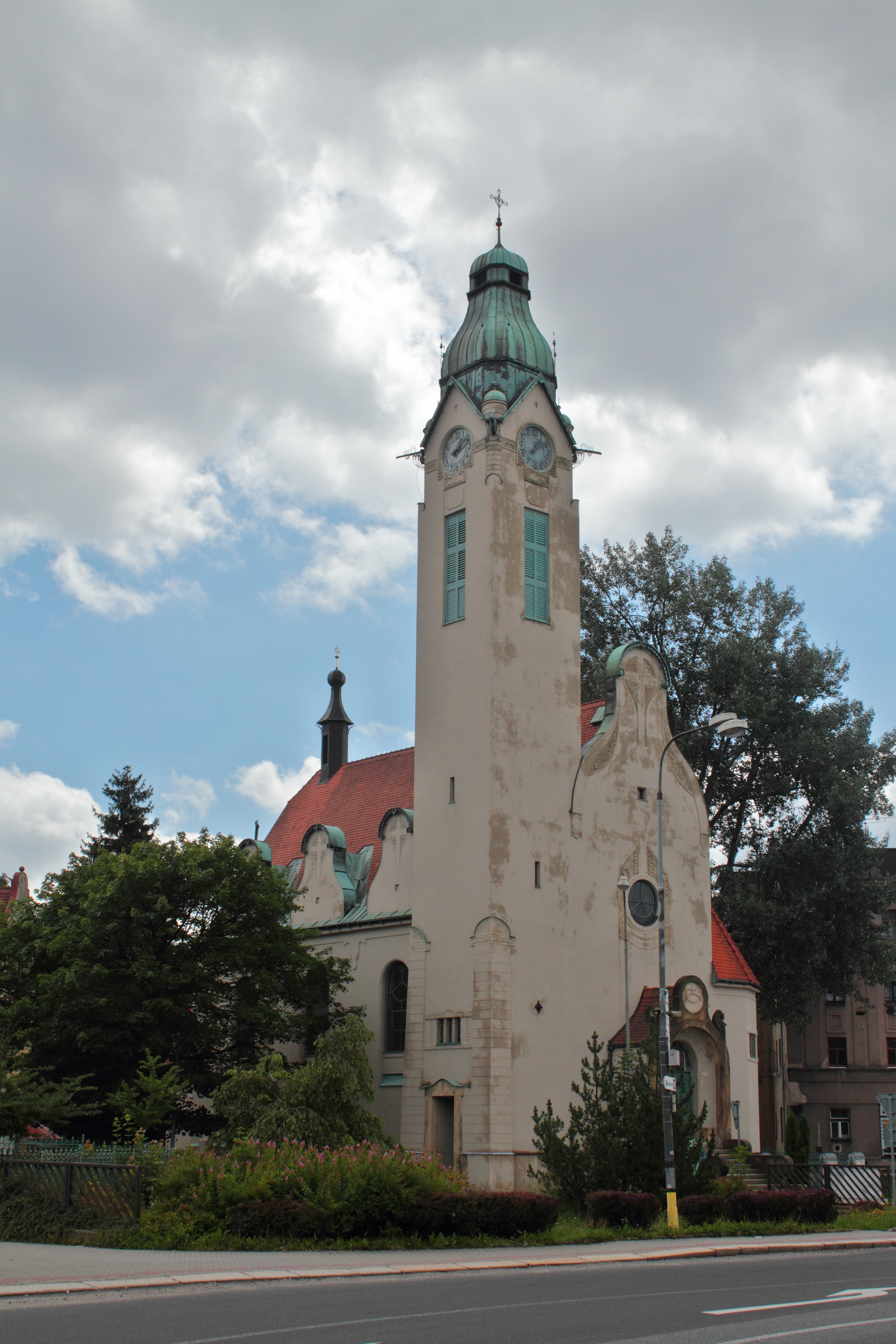
Altkatholische Kreuzkirche in Jablonec nad Nisou
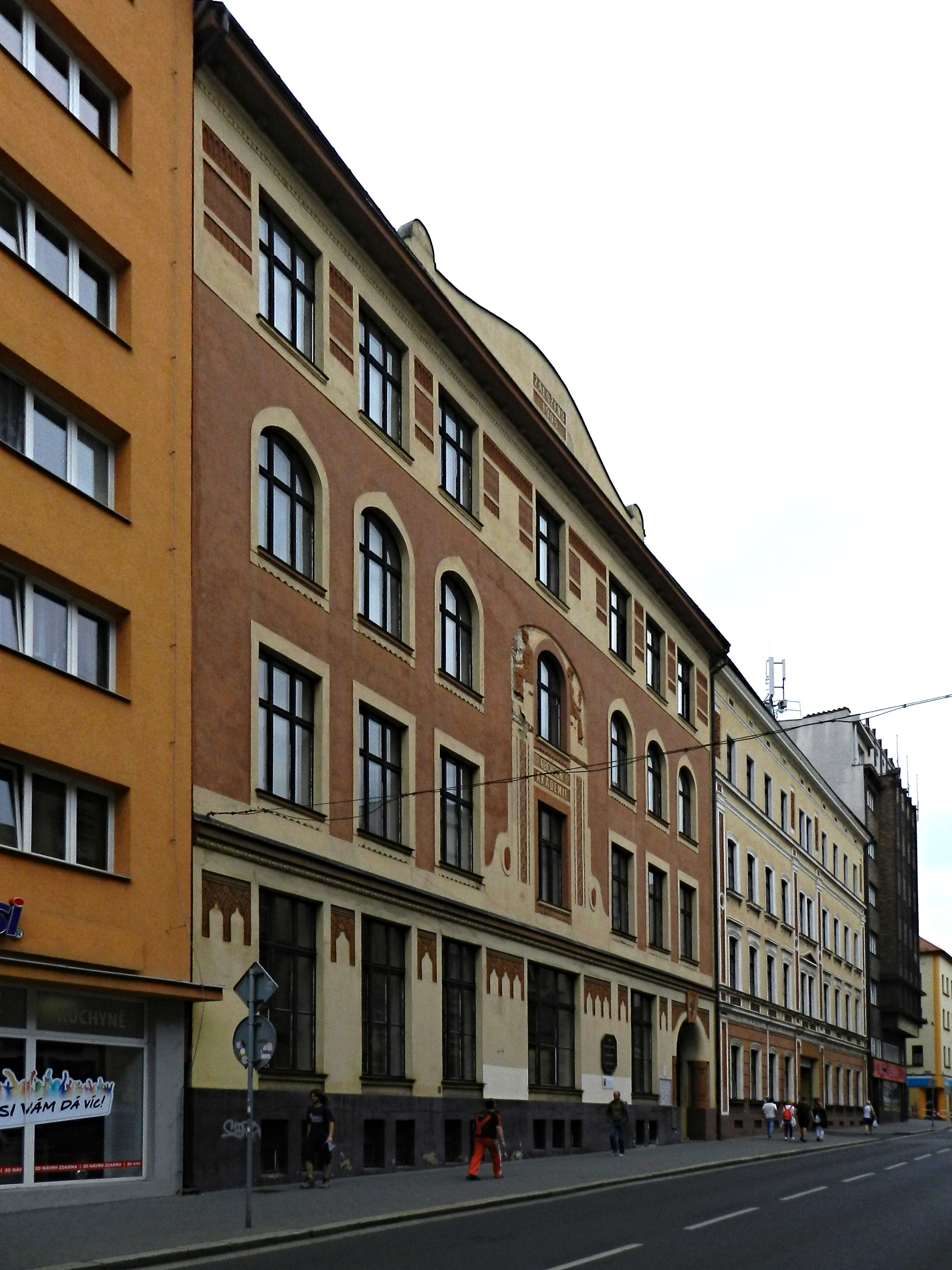
Ehemalige Sparkasse in Ústí nad Labem
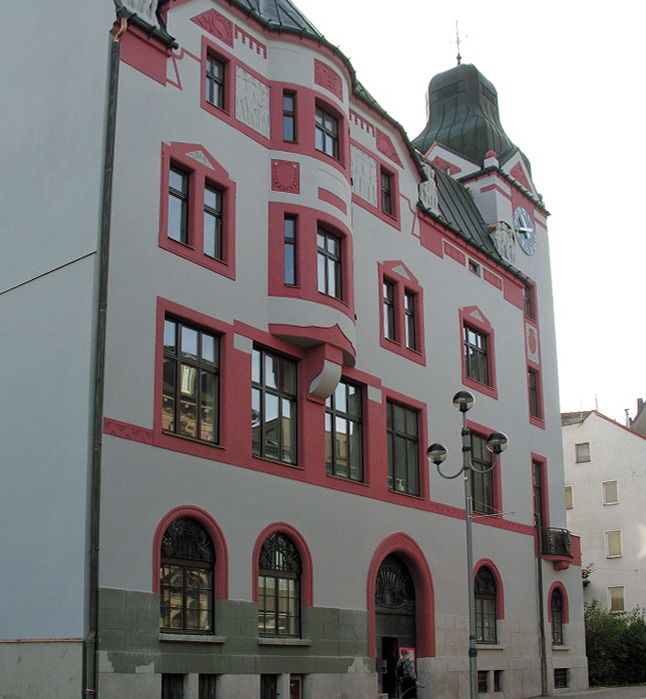
Ehemalige Sparkasse in Aš
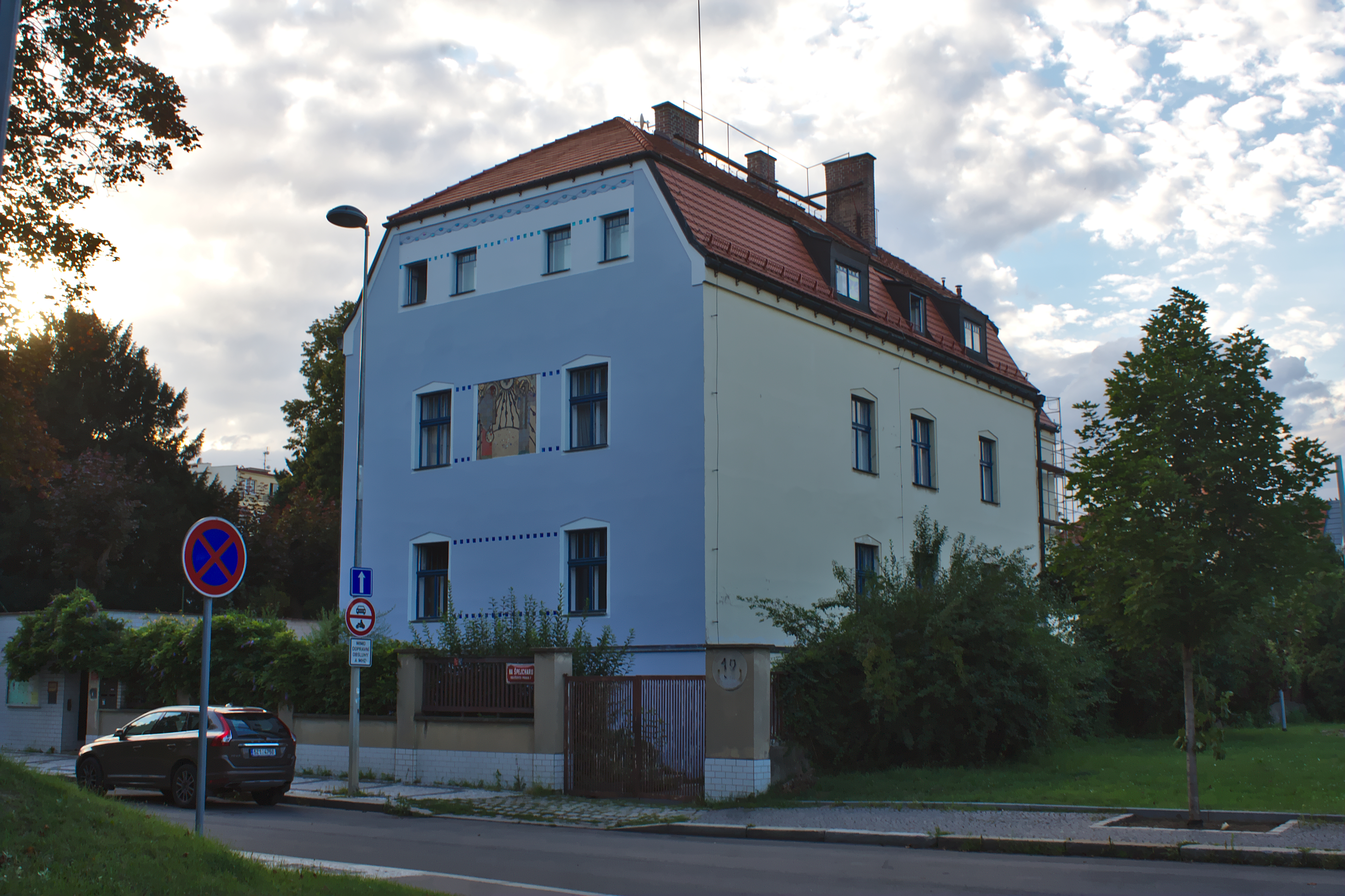
„Blaues Haus“ in Prag-Holešovice
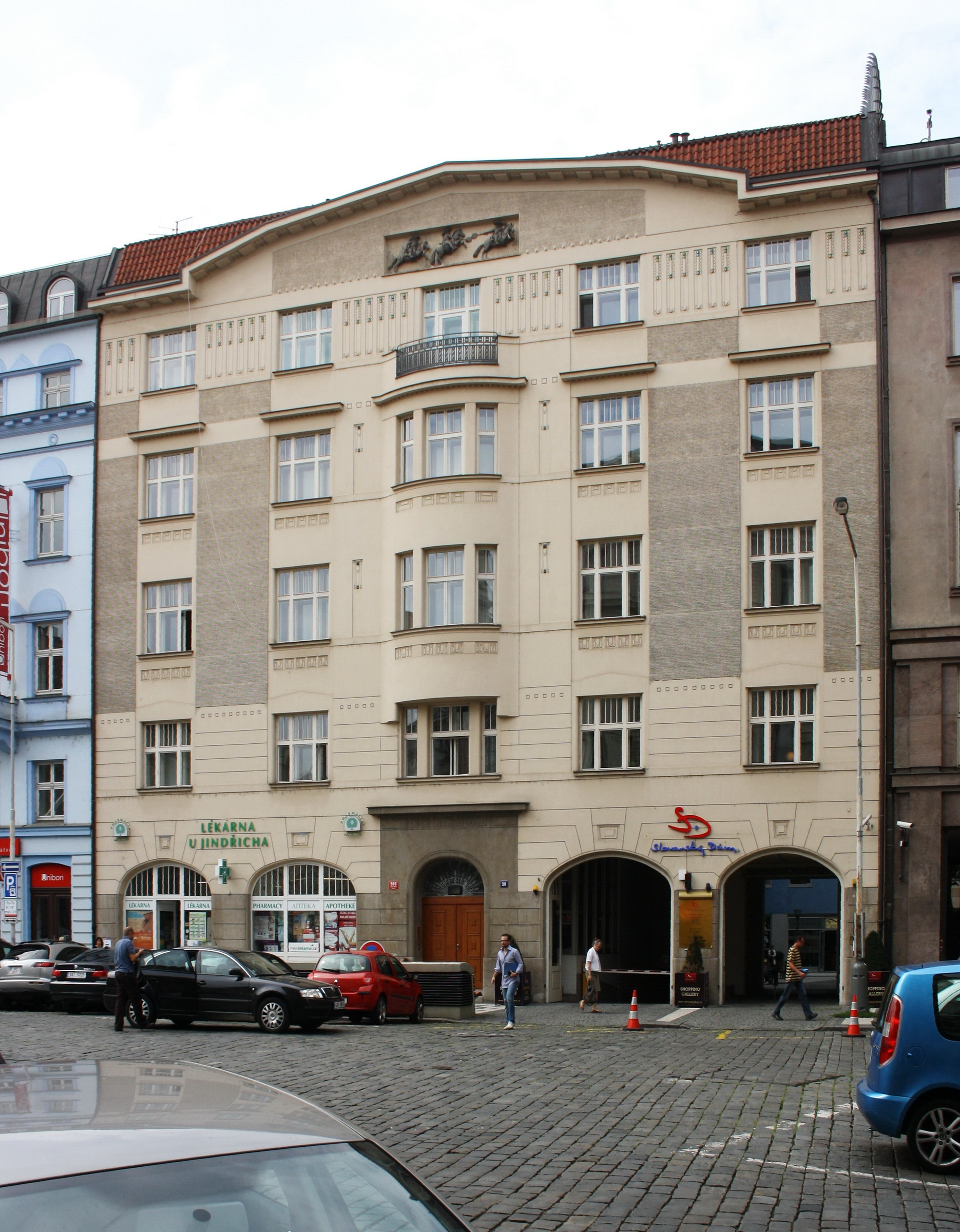
Haus „Zu den drei Reitern“ in Prag
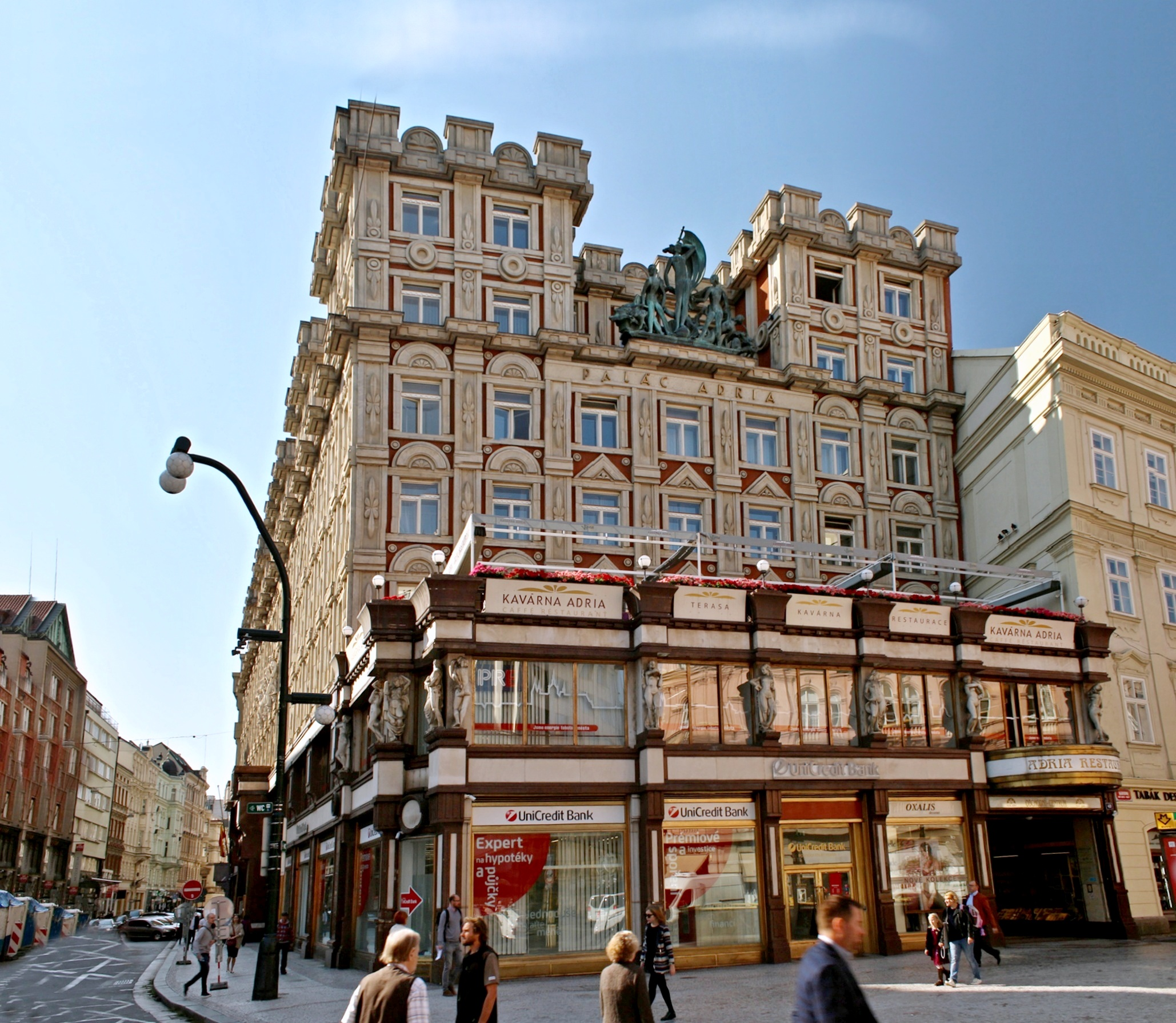
Adria-Palast in Prag
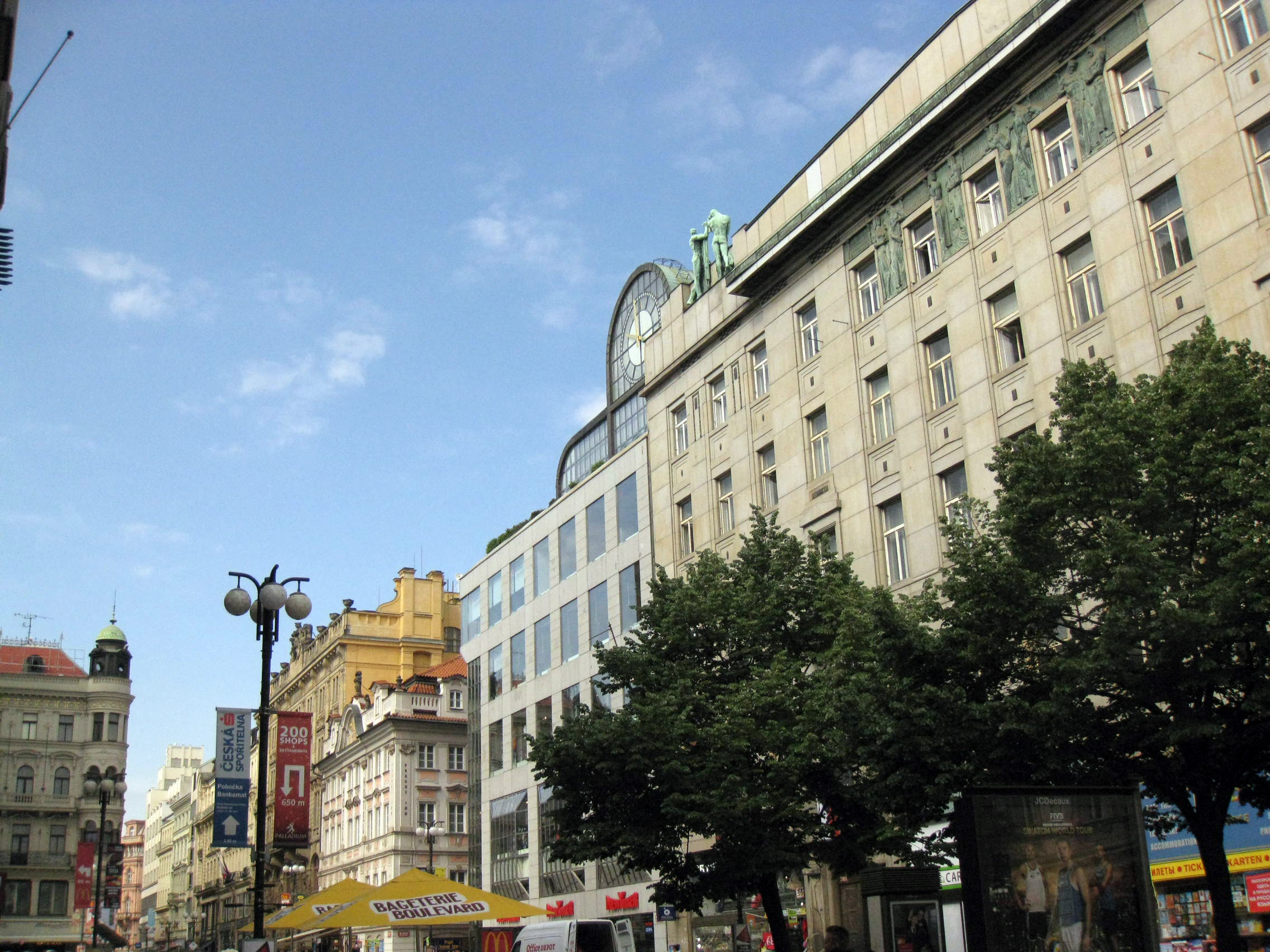
Ehemaliges Gebäude des Wiener Bankvereins in Prag
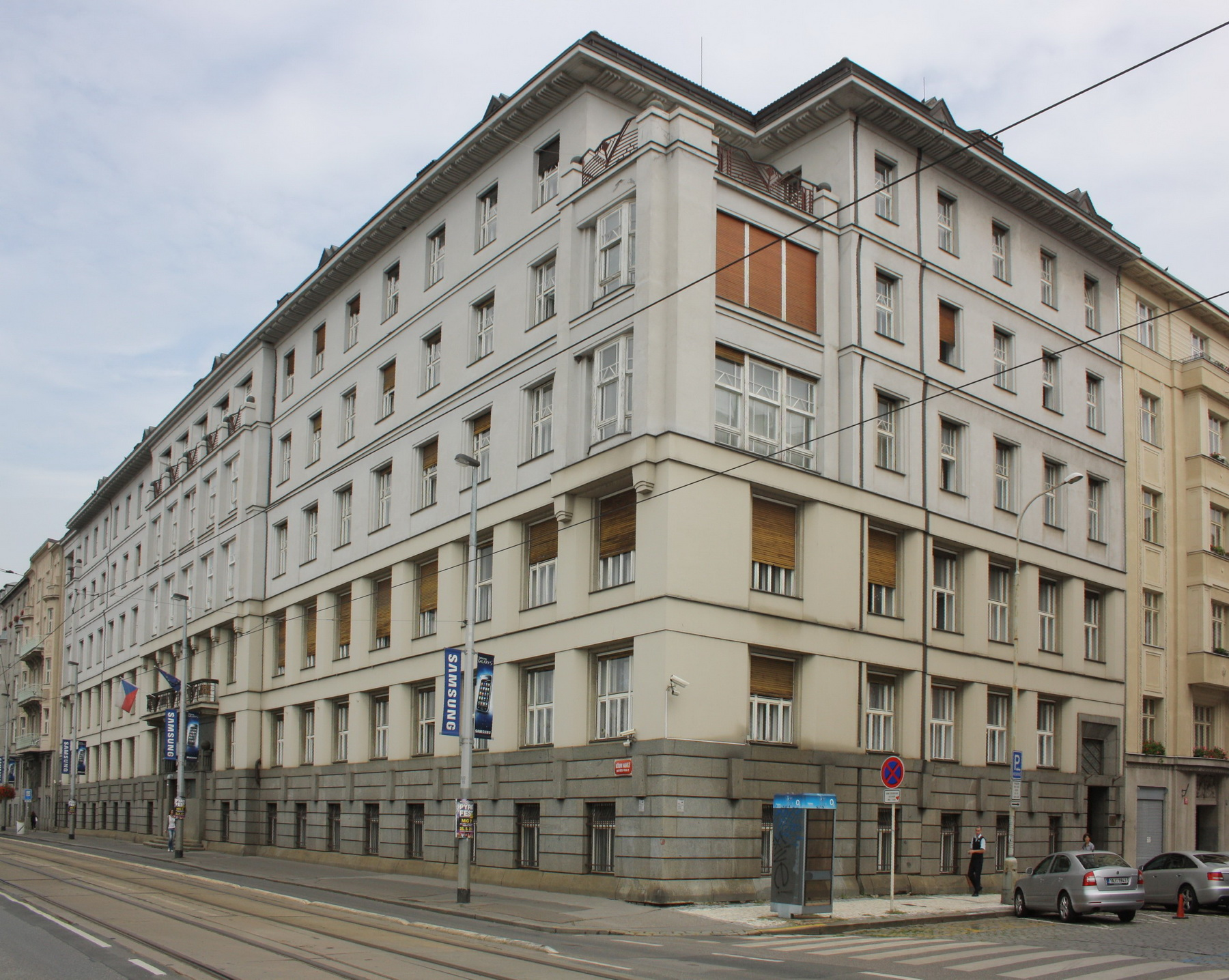
Ehemaliges Gebäude der Allgemeinen Rentenanstalt in Prag
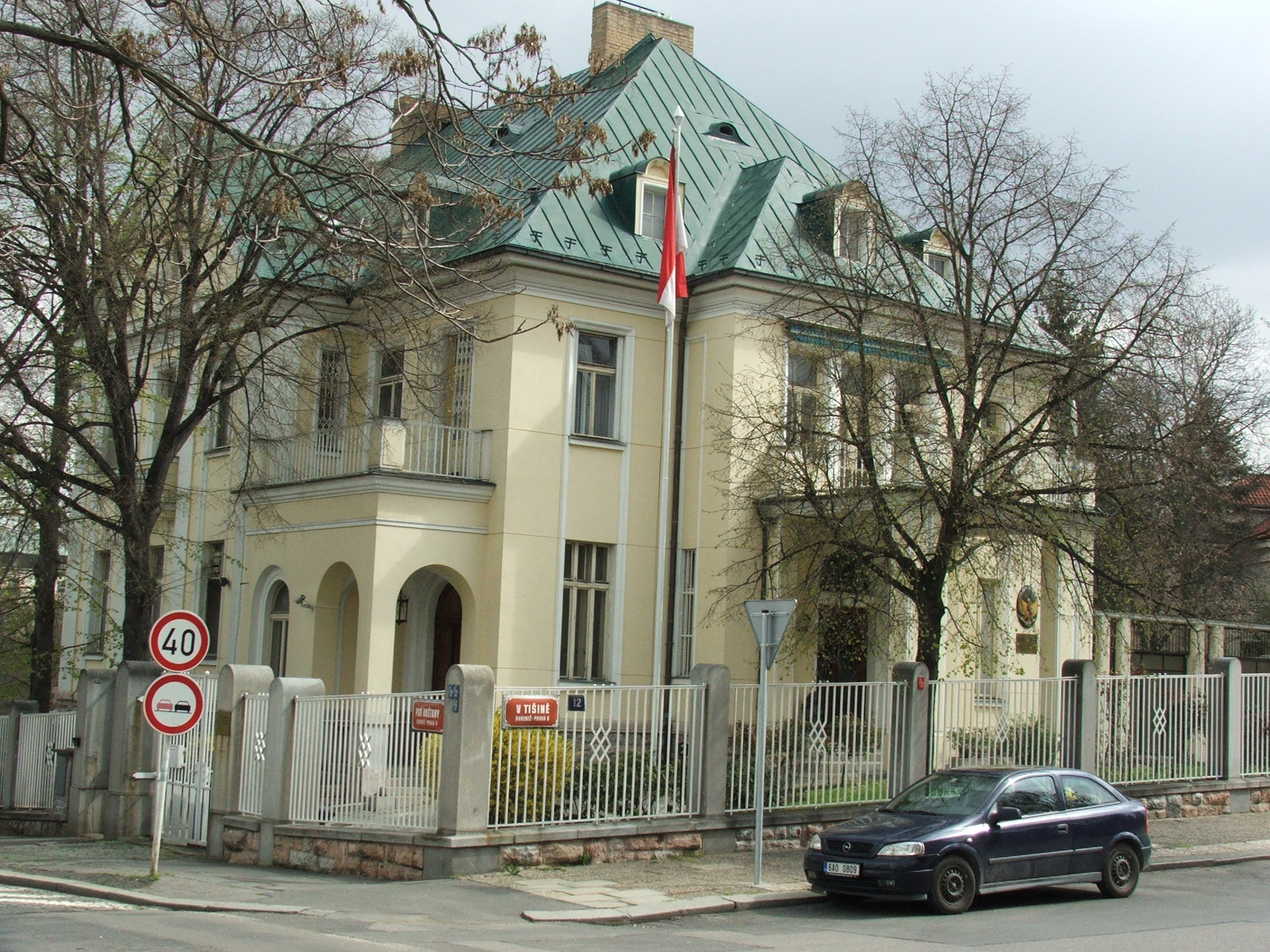
Villa Kantor in Prag-Bubeneč
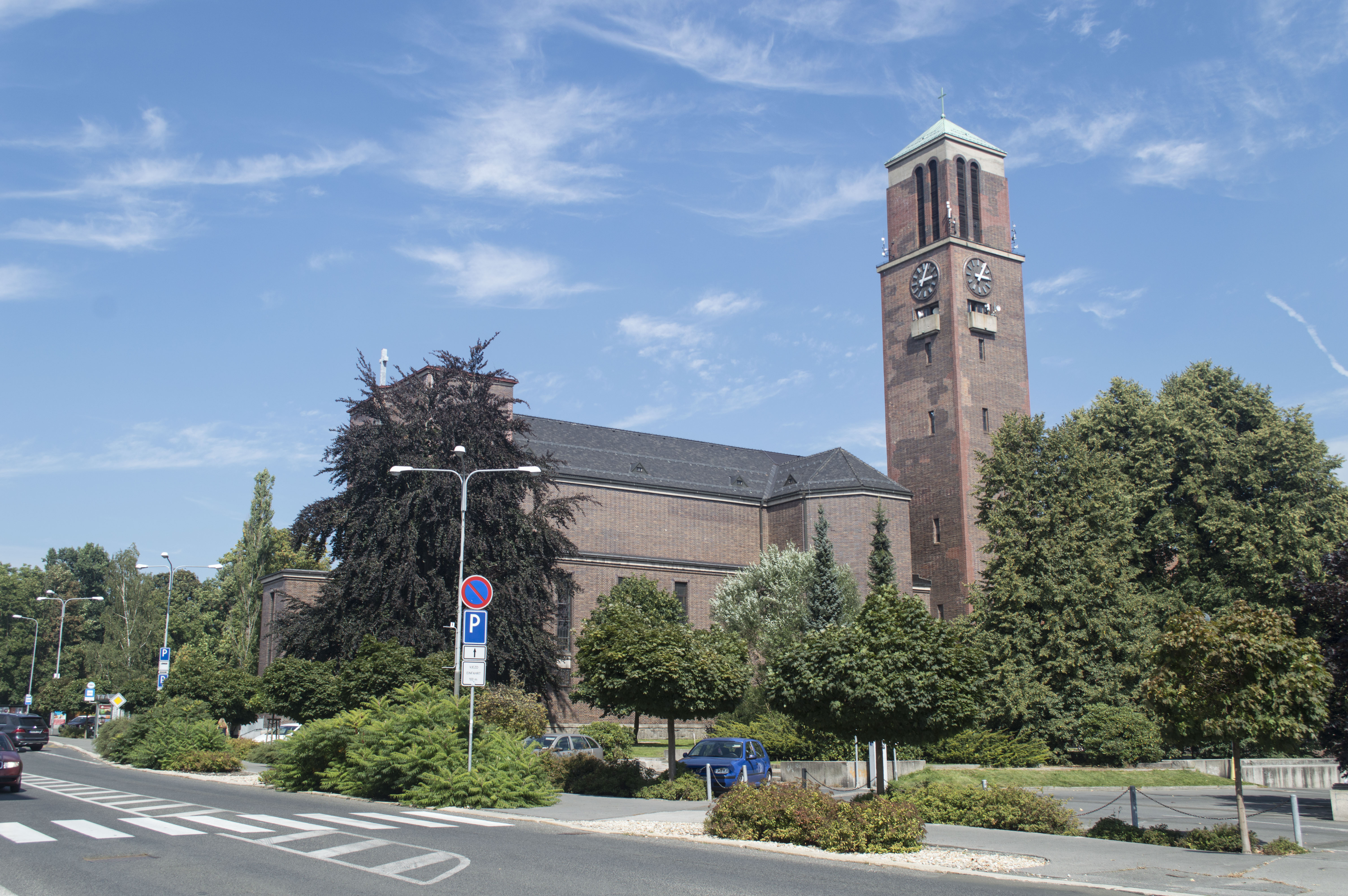
Herz-Jesu-Kirche in Jablonec nad Nisou
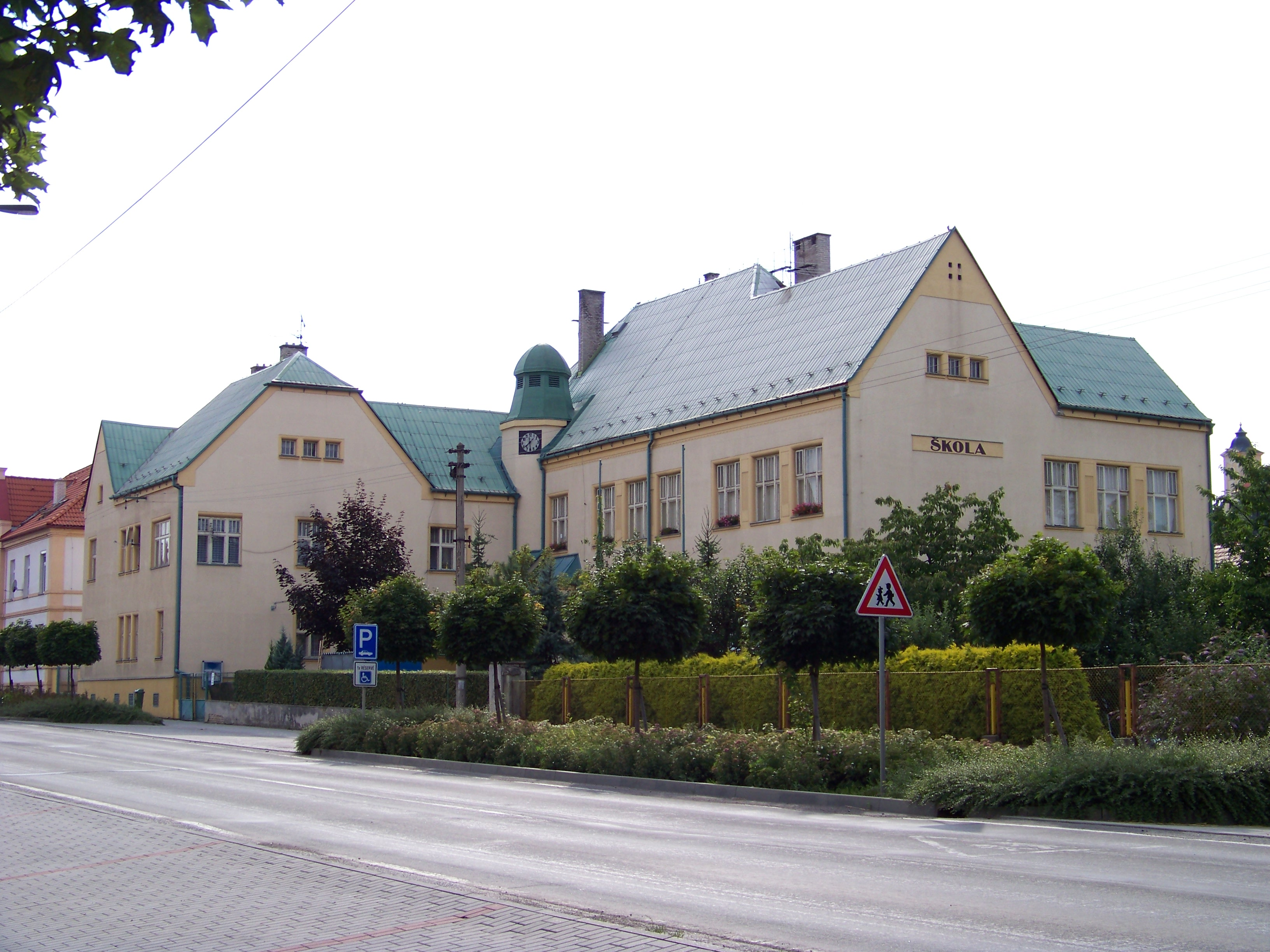
Ehemalige Deutsche Schule in Počaply
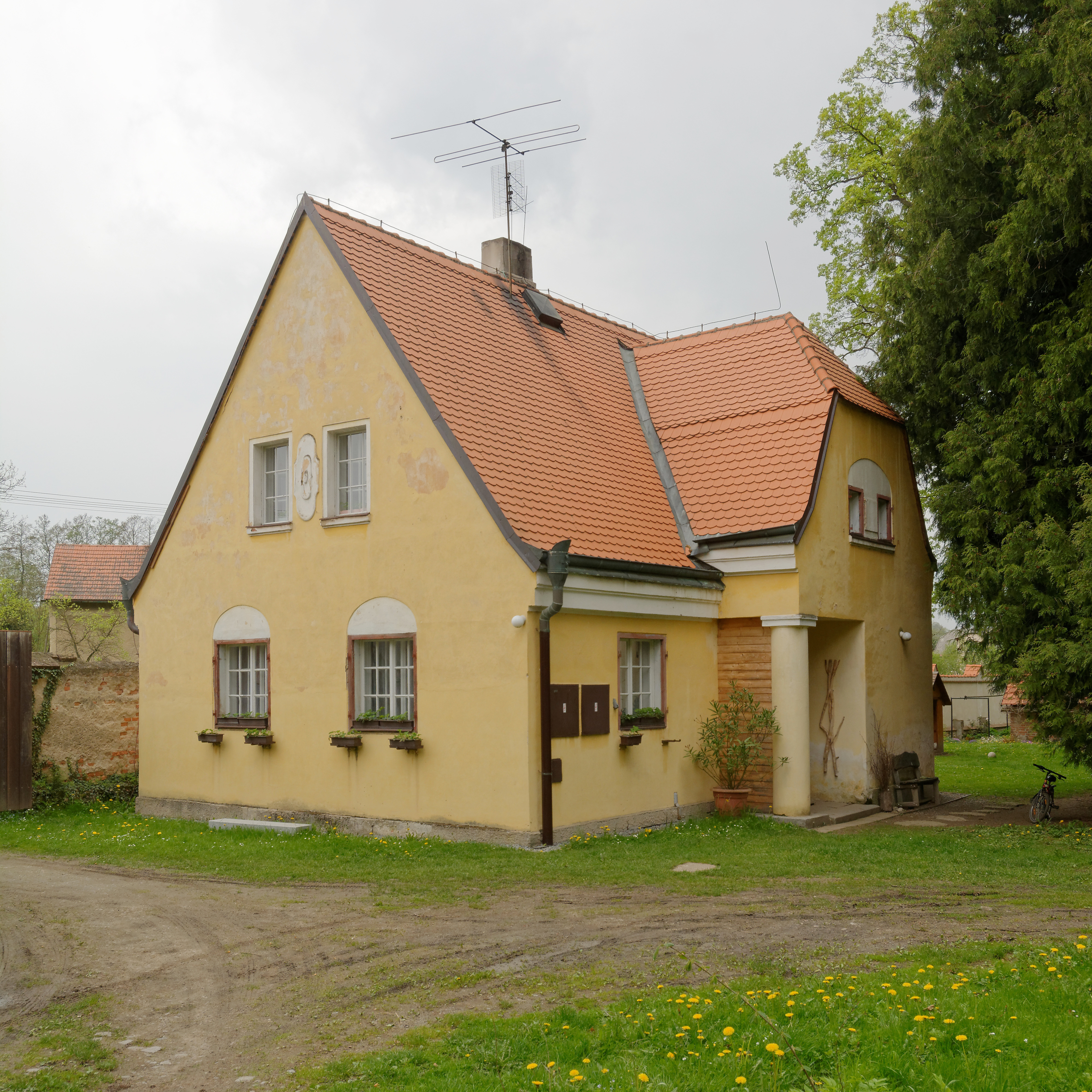
Gärtnerhaus in Vrchotovy Janovice